# ويستون كيلسي
ويستون كيلسي (بالإنجليزية: Weston Kelsey) هو مبارز بالسيف أمريكي، ولد في 24 أغسطس 1981 في سانتا مونيكا في الولايات المتحدة.

## وصلات خارجية
- ويستون كيلسي على موقع الاتحاد الدولي للمبارزة (الإنجليزية)
- ويستون كيلسي على موقع أوليمبيديا (الإنجليزية)